# Pézsa Tibor
Pézsa Tibor (Esztergom, 1935. november 15. –) magyar vívó, olimpiai és világbajnok, minden idők egyik legsikeresebb magyar vívója, mesteredző, nyugállományú ezredes. Korábban az ő nevét viselte az esztergomi Prímás-szigeti Suzuki Aréna. Felesége Bánfai Ágnes (1947–2020) világbajnoki bronzérmes tornász.

## Pályafutása
Esztergomban kezdett vívni, majd 1957-től a Bp. Honvéd versenyzője volt. 1957-ben az univerziádén csapatban aranyérmet szerzett, amit kettő, majd négy év múlva megismételt. 1962-ben tagja volt a világbajnokságon második helyen végzett csapatnak. Ugyanekkor negyedik volt egyéniben. A következő évben vb bronzérmes lett csapatban. Az 1964-es olimpiai játékokon egyéniben első, csapatban ötödik lett.
1965-ben a világbajnokságon negyedik volt csapatban, ötödik egyéniben. 1966-ban világbajnok volt csapatban. Az egyéni versenyben ezüstérmet szerzett. A következő évben csapatban második, egyéniben harmadik lett a világbajnokságon. A mexikói olimpián bronzérmes volt mindkét versenyszámban.
1970-ben világbajnokságot nyert egyéniben, csapatban harmadik volt. A következő évben világbajnoki második volt csapatban. 1972-ben az olimpián bronzérmes lett csapatban. 1973-ban visszavonult a versenysporttól.
1973 óta foglalkozik az edzősködéssel. 1972 és 1985 között a BHSE vívószakosztályának vezetője volt. 1978 és 1982 között a kard válogatott szakágvezetője volt. 1983-ban vívó mesteredzői oklevelet szerzett. 1985-től 1989-ig Németországban dolgozott, de tevékenykedett Szaúd-Arábiában is. 1989-ben lett a Bp. Honvéd szaktanácsadója. 2005 óta a BSE, majd utóda, az MTK keretein belül vezeti a Pézsa Tibor Vívóakadémiát, amely az utánpótlással foglalkozik. 2014. október 1-jétől irányítja a női kardválogatott munkáját.

## Díjai, elismerései
- Munka Érdemrend ezüst fokozata (1964)
- Magyar Népköztársasági Sportérdemérem ezüst fokozata (1968, 1988)[3]
- Mesteredző (1978)
- Az év magyar vívója (1964, 1966, 1970)
- A haza szolgálatáért érdemérem arany fokozat (1989)
- Olimpiai aranygyűrű (1995)
- Bay Béla-díj (2013)
- A Magyar Érdemrend lovagkeresztje (2014)[4]
- Esztergom díszpolgára (2014)[5]
- Kismaros díszpolgára (2016)[6]
- Csík Ferenc-díj (2017)[7]
- Prima díj (2022)

## Olimpiai és vb eredményei
- arany (1964 egyéni, 1966 csapat, 1970 egyéni)
- ezüst (1962 egyéni, 1966 egyéni, 1967 csapat, 1970 csapat, 1971 csapat)
- bronz (1963 csapat, 1967 egyéni, 1968 egyéni és csapat, 1972 csapat)
- negyedik 1962 egyéni, 1965 csapat
- ötödik 1964 csapat, 1965 egyéni